# Bernardo I de La Marche
Bernardo I de La Marche, Bernard in francese (circa 991 – tra il 1038 e il 16 giugno 1047), fu Conte de La Marche dal 1006 alla sua morte.

## Origine
Secondo il Chronicon sancti Maxentii Pictavensis, Chroniques des Eglises d'Anjou Bernardo era figlio primogenito (ed unico) del Conte di Périgord e Conte de La Marche, Adalberto I e della moglie, Almodia o Adalmoda, come ci riferisce la Cronaca di Ademaro di Chabannes. Almodia o Adalmoda, come ancora ci conferma Ademaro di Chabannes era la sorella di Guido di Limoges, che dal documento n° 134 del Cartulaire de l'abbaye d'Uzerche (Corrèze) risulta essere figlio del visconte di Limoges, Geraldo e della moglie, Rotilde, vedova del visconte Arcimbaldo.
Ancora secondo il Chronicon sancti Maxentii Pictavensis, Chroniques des Eglises d'Anjou Adalberto era figlio secondogenito del Conte de La Marche, Bosone II e della moglie (come ci riferisce la Cronaca di Ademaro di Chabannes') Emma di Périgord, figlia (nel testo è definita erroneamente sorella) di Bernardo I, conte di Angoulême e di Périgord (come ci riferisce la Historia Pontificum et Comitum Engolismensis, al capitolo XVIII) e della prima moglie Berta.

## Biografia
Dopo che il conte di Poitiers e duca d'Aquitania, Guglielmo Braccio di Ferro o Fortebraccio, nel 993, si era ritirato in convento e gli era succeduto il figlio, Guglielmo il Grande, secondo il paragrafo VII del liber III del Miracula Sancti Benedicti, suo padre, Adalberto I (qui ricordato come conte di Perigord, titolo ricevuto da parte di madre) attaccò il Poitou, con l'intenzione di conquistare la contea di Poitiers e pose sotto assedio la città di Poitiers; anche Ademaro di Cnabanne riporta che Adelberto fece guerra a Guglielmo il Grande e dopo aver distrutto la città di Gentiaco, fu ucciso in battaglia, colpito da una freccia, nei pressi di Charroux e fu inumato nel monastero di quella città; Alfred Richard, nel suo Les comtes de Poitou, riferisce che Adalberto considerandosi già vincitore percorreva il periplo del castello senza armatura ed uno degli assediati lo colpì con una freccia, ferendolo gravemente; portato a Charroux, morì qualche giorno dopo.
Dopo la morte del marito, sempre secondo Alfred Richard, Almodia si ritirò nel castello di Rochemeaux, dove venne assediata dalle truppe di Guglielmo il Grande, che conquistarono il castello; Guglielmo la protesse da eventuali aggressioni e la lasciò libera di tornare da sua madre; Ademaro di Chabannes riporta che dopo la morte del marito, Almodia accettò di sposare, in seconde nozze, Guglielmo il Grande.
Suo zio (fratello del padre) Bosone allora subentrò nel comando delle operazioni al posto del fratello. Ademaro di Chabannes riporta che dopo la morte del marito, sua madre, Almodia accettò di sposare, in seconde nozze, Guglielmo il Grande; Alfred Richard, nel suo Les comtes de Poitou, ritiene che l'ambizione di Bosone di ottenere i titoli del fratello e l'interesse del giovane Guglielmo per Almodia, la cognata di Bosone, portò ad una pacificazione, entro il 997: Bosone fu riconosciuto Conte di Périgord e Conte de La Marche, Bosone II e Guglielmo sposò Almodia.
Suo zio, Bosone II, secondo la Cronaca di Ademaro di Chabannes', nel 1006, fu avvelenato dalla moglie e fu tumulato a Périgueux. Guglielmo il Grande allora invase le contee e occupò Périgueux, divenendo tutore dei figli di Bosone (Elia e Bosone) e di Bernardo, che era anche figliastro di Guglielmo.
 Guglielmo assegnò la Contea de La Marche a Bernardo e la Contea di Périgord a Elia, il figlio maggiore di Bosone.
Bernardo, appoggiato da Guglielmo il Grande, ebbe un contenzioso, riguardo al feudo di Civray, con Amalrico I di Rancon e con il Signore di Lusignano, Ugo IV, risolto con il matrimonio di Ugo, figlio di Ugo IV con Almodis, figlia di Bernardo.
L'anno esatto della morte di Bernardo è sconosciuto; si ritiene nel 1047, anno in cui, il suo figlio maggiore, Adalberto viene, per la prima volta citato come Conte di La Marche (Audeberti comitis de Marca).

## Matrimonio e discendenza
Bernardo aveva sposato Amelia († dopo il 1053), come ci viene confermato indirettamente dallo storico José Enrique Ruiz Domenec col documento n° 77 (datato 1053) nel suo libro del Quan els vescomtes de Barcelona eren, quando cita la figlia, la contessa di Barcellona, Almodis (filia quae fuisti Ameliae comitissae), che riceve il giuramento di fedeltà dal vescovo di Barcellona, Guislaberto o anche dalla Histoire générale de Languedoc avec des notes et les pièces justificatives, vol V, in cui viene citata come madre di Rangarda. Di Amelia non si ha la certezza degli ascendenti (secondo alcuni era Amelia de Rasés (? - † 1053); secondo altre fonti la madre di Almodis potrebbe essere anche Amelia di Montignac (ca. 989 -† ca. 1072) oppure Amelia d'Aulnay (ca. 990 -† ca. 1072), mentre altri la mettono in relazione con Ermengarda di Corson, viscontessa di Comborn (deducendolo dal documento n°97 del Cartulaire de l'abbaye d'Uzerche (Corrèze).

Bernardo da Amelia ebbe cinque figli:
- Adalberto[2](† 1088), Conte de La Marche[16]
- Oddone[21]((† 1098), Conte de La Marche[22]
- Almodis[15](† 16 ottobre 1071, assassinata), che fu signora di Lusignano (come moglie di Ugo V detto il Pio[15]), contessa consorte di Tolosa  (come moglie di Ponzio[15]) e contessa consorte di Barcellona (come moglie di Raimondo Berengario I detto el Vell, "il Vecchio"[15])
- Rangarda[18] († dopo il 1054) , che sposò il conte Pietro Raimondo di Carcassonne
- Lucia († dopo il 1090), che sposò il terzo Conte di Pallars Sobirà, Artaldo I, come ci conferma lo storico catalano, Pròsper de Bofarull i Mascaró, nel suo Los condes de Barcelona vindicados, Tome II[23].

### Fonti primarie
- (LA)  Chronicon sancti Maxentii Pictavensis, Chroniques des Eglises d'Anjou.
- (LA)  Chartes de l'abbaye de Nouaillé de 678 à 1200.
- (LA)  Chronique / Ademar de Chabannes.
- (LA)  Monumenta Germaniae Historica, Scriptores, tomus IV.
- (LA)  Historia Pontificum et Comitum Engolismensium.
- (LA)  Chartes et documents pour servir à l'histoire de l'abbaye de Charroux.
- (LA)  Miracula Sancti Benedicti.
- (LA)  Cartulaire de l'abbaye d'Uzerche (Corrèze).
- (LA)  Ruiz-Domenèc, J. E. (2006) Quan els vescomtes de Barcelona eren (Barcelona) Archiviato il 20 dicembre 2014 in Internet Archive..
- (LA)  Histoire générale de Languedoc avec des notes et les pièces justificatives, vol. V.

### Letteratura storiografica
- (FR)  Alfred Richard, Les comtes de Poitou, tome I,.
- (ES)  Bofarull i Mascaró, Los condes de Barcelona vindicados, Tome II.